# Shin'ichirō Watanabe

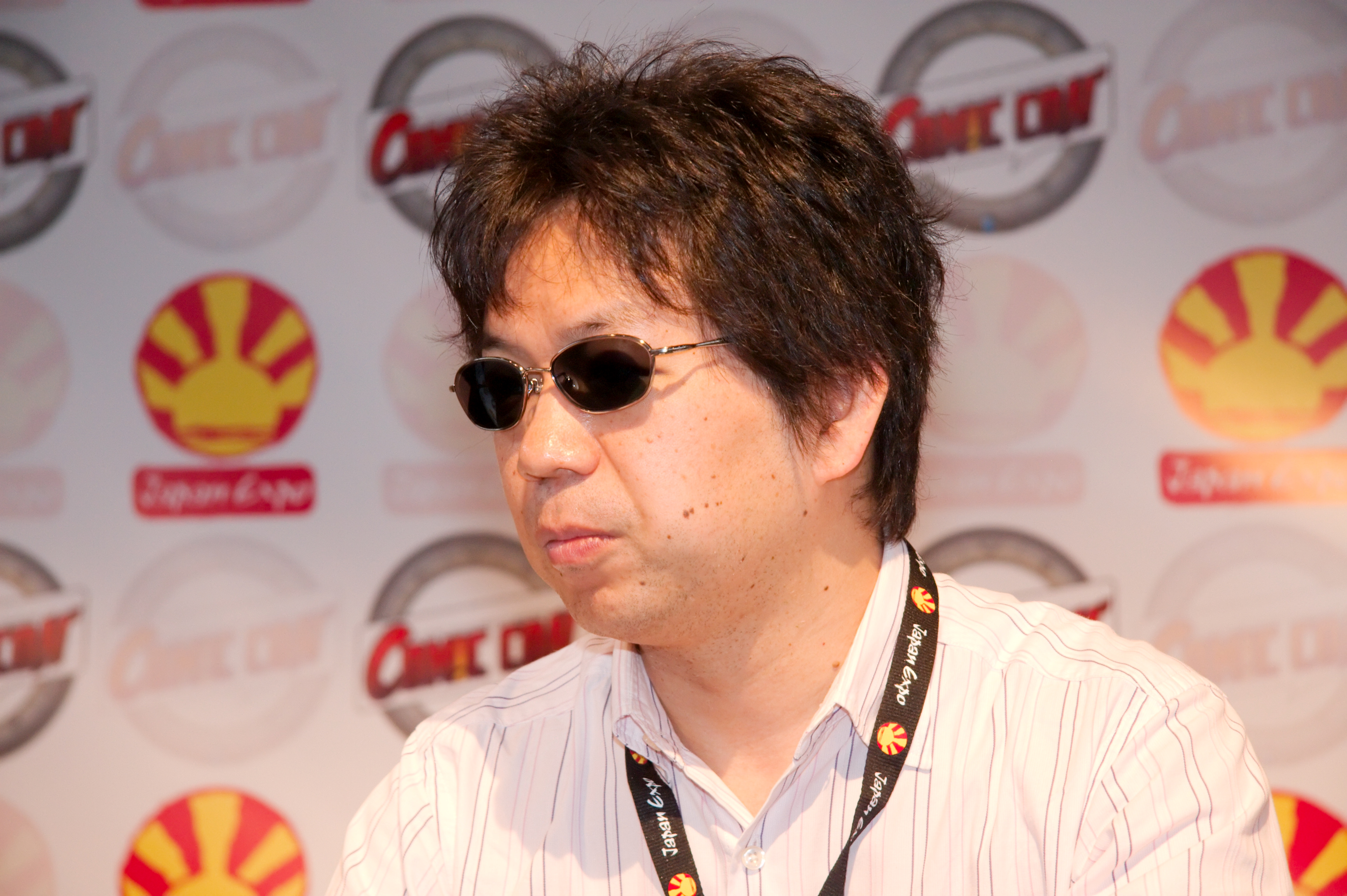
Shin'ichirō Watanabe al Japan Expo di Parigi del 2009.

Shin'ichirō Watanabe (渡辺 信一郎?, Watanabe Shin'ichirō; Kyoto, 24 maggio 1965) è un regista, sceneggiatore e produttore cinematografico giapponese noto principalmente per aver sconvolto il panorama dell'animazione nipponica negli anni '90 e anni 2000 con i suoi anime Cowboy Bebop e Samurai Champloo.

## Biografia
Dopo dei primi incarichi da aiuto regista in Macross Plus e ne I cieli di Escaflowne, Watanabe si è affermato nel mondo dell'animazione giapponese quale autore riconoscibile per la sua capacità di fondere insieme molti generi, come nel suo esordio alla regia Cowboy Bebop (1998), dove il classico western si sposa con i film noir statunitensi degli anni cinquanta, i film d'azione della scuola di Hong Kong, il jazz, e altre influenze, il tutto in un'ambientazione fantascientifica. Chiusa definitivamente l'esperienza dello space-western-noir con Cowboy Bebop - Il film, che segnò il suo debutto anche da regista al cinema, nella successiva serie Samurai Champloo (2004) invece, Watanabe ha mescolato la cultura di Okinawa, l'hip hop, i samurai e l'odierno Giappone.
Ha anche scritto e diretto due cortometraggi di Animatrix, Kid's Story e Detective Story, nel 2003. Nel 2008 ha prodotto le musiche della serie TV Michiko e Hatchin della Manglobe. Nel 2012 torna, dopo 8 anni da Samurai Champloo, alla regia di un anime dirigendo la serie Sakamichi no Apollon. Nel 2014 dirige Space Dandy e Zankyō no terror. Nel 2017 ha diretto il cortometraggio Blade Runner Black Out 2022 che, assieme ad altri tre cortometraggi, anticipa gli avvenimenti di Blade Runner 2049.

## Opere
Le regie si intendono generali dove non diversamente specificato.

### Serie animate
- 1990 - Obatarian (regia degli episodi)
- 1992 - Genki Bakuhatsu Ganbaruger (regia degli episodi)
- 1996 - I cieli di Escaflowne (storyboarder, regista di due episodi)
- 1998 - Cowboy Bebop
- 2004 - Samurai Champloo
- 2005 - Eureka Seven (storyboard della terza sigla di chiusura)
- 2008 - Michiko e Hatchin (produttore delle musiche)
- 2010 - Star Driver: Kagayaki no Takuto (storyboard e regia della sigla d'apertura)
- 2012 - Sakamichi no Apollon
- 2014 - Space Dandy
- 2014 - Terror in Resonance
- 2019 - Carole & Tuesday
- 2021 - Blade Runner: Black Lotus (produttore creativo)
- 2024 - Lazarus

### Film
- 1995 - Macross Plus: Movie Edition (aiuto alla regia di Shōji Kawamori)
- 2001 - Cowboy Bebop - Il film
- 2004 - Mind Game (produttore delle musiche)
- 2008 - Genius Party (omnibus): Baby Blue

### OAV
- 1988 - Kikō Ryōhei Merowlink (regia degli episodi)
- 1991 - Mobile Suit Gundam 0083: Stardust Memory (regia degli episodi)
- 1994 - Macross Plus (aiuto alla regia di Shōji Kawamori)
- 2003 - Animatrix: Kid's Story/Detective Story
- 2017 - Blade Runner: Black Out 2022